# 자 (성씨)
자는 성씨이다.

## 사랑 자 慈
자씨(慈氏)는 한국의 성씨 중 하나이다. 본관은 요양(遼陽)·해주(海州)·중원(中原) 3본이다.
요양 자씨(遼陽 慈氏)의 시조 자호상(慈好祥)은 중국 형주현(荊州縣) 동주(憧州) 출신이며, 1557년(명나라 가정 36년) 영군부장(領軍副將)으로 몽골 정벌 때 순절하였다. 그의 아들 자홍선(慈弘善)이 요양(遼陽)으로 이주하여 살았으며, 자홍선의 아들 자경보(慶輔), 자순직(順直), 자순희(順熙), 자경조(慶祖)가 전쟁을 피해 조선 함경도 길주군 설봉산으로 동래하였다고 전한다.
조선시대에 동지중추부사를 지낸 자충국(慈忠國)과 자만선(慈萬先)이 유명했으며, 자취덕(慈就悳)과 자석항(慈碩恒), 자만찬(慈萬贊) 등은 부호군을 역임하였다. 자만흘(慈萬屹)은 통정대부에 자은강(慈銀綱)과 자명은(慈明殷)은 통덕랑(通德郞)에 이르러 가문을 빛냈다.
8·15 광복 당시에도 남한에는 없었고 함경북도, 함경남도에만 분포하고 있던 성씨이다. 2000년 대한민국 통계청 조사에서는 48가구, 178명이 있었다. 요양 자씨 85명, 해주 자씨 65명, 중원 자씨 36명이다.

### 주요 인물
- 자성남(慈成男) - 북한 외교관, 정치인

## 아들 자 子
자(子)성은 주나라(서주) 이전에는 은나라 왕족을 뜻하여, 권, 송, 제후국 안에서 사용되기도 하였으나, 멸망한 이후에는 국호(은(殷))를 성으로 하였다. 은나라 시대 자(子)는 신분이 높은 왕이라는 의미가 있었기 때문에, 성이라기보다는 신분을 나타내는 명칭에 가까웠다. 
자(子)성은 주나라의 제후국 정나라 자손이 창성하였고, 위나라 제후국 안에서도 일부 사용되었다. 한나라 이후 정나라 자(子)성에서 공손씨, 정씨가 나왔다. 
자(子)는 은나라 때부터 신분을 나타내는 존칭으로 쓰였고, 서주 이후 왕족, 존엄한 사람이라는 존칭으로 사용되어 공자, 맹자, 장자 등의 명칭에 붙었다.